# Кизере
Кизере (фр. Cuiserey) насеље је и општина у источном делу централне Француске у региону Бургоња, у департману Златна обала која припада префектури Дижон.
По подацима из 2011. године у општини је живело 156 становника, а густина насељености је износила 24,64 становника/km². Општина се простире на површини од 6,33 km². Налази се на средњој надморској висини од 125 метара (максималној 223 m, а минималној 192 m).

## Демографија
| 1962. | 1968. | 1975. | 1982. | 1990. | 1999. | 2011. |
| ----- | ----- | ----- | ----- | ----- | ----- | ----- |
| 64    | 72    | 73    | 92    | 91    | 85    | 156   |

График промене броја становника у току последњих година